# Mango banana (album)
Mango banana je drugi studijski album glasbene skupine Gu-gu, ki je izšel leta 1986 pri založbi ZKP RTV Ljubljana. Skladbe so bile posnete v Studiu Metro v Ljubljani.
S skladbo "Mango banana" je skupina Gu-gu zmagala na Melodijah morja in sonca 1986 v Portorožu. S skladbo Ljubil bi se pa je skupina nastopila na Pop delavnici 1986, kjer je osvojila drugo nagrado občinstva.

## Seznam skladb
| A stran | A stran                                                | A stran |
| Št.     | Naslov                                                 | Dolžina |
| ------- | ------------------------------------------------------ | ------- |
| 1.      | „Mango banana‟ (K. Novak/T. Jurak/K. Novak)            | 3:15    |
| 2.      | „Papagaja‟ (A. Pompe/D. Levski/K. Novak)               | 2:25    |
| 3.      | „Mi 'mamo se fajn‟ (Murphy/T. Jurak/T. Jurak-K. Novak) | 3:48    |
| 4.      | „Ljubil bi se‟ (J. Bončina/A. Štebe/G. Forjanič)       | 4:43    |
| 5.      | „L 'ublana ni bulana‟ (K. Novak/D. Velkaverh/K. Novak) | 3:15    |

| B stran | B stran                                                        | B stran |
| Št.     | Naslov                                                         | Dolžina |
| ------- | -------------------------------------------------------------- | ------- |
| 1.      | „Ljubica moj'ga srca‟ (I. Štambuk)                             | 3:45    |
| 2.      | „Gu-gu gre v Hollywood‟ (K. Novak/D. Velkaverh/S. Avsenik jr.) | 2:55    |
| 3.      | „Riba smrdi pri glavi‟ (Ocepek/T. Jurak/S. Avsenik jr.)        | 3:32    |
| 4.      | „Zaljubljena Slovenija‟ (T. Hrušovar/D. Velkaverh)             | 4:17    |
| 5.      | „Meho in Tone‟ (T. Jurak)                                      | 3:06    |
| 6.      | „Knock Out‟ (Z. Crnkovič)                                      | 0:04    |

## Zasedba

### Gu-gu
- Čarli Novak – bas kitara
- Marjan Vidic – bobni
- Tomo Jurak – vokal, kitara
- Igor Ribič – klaviature